# Silberquell

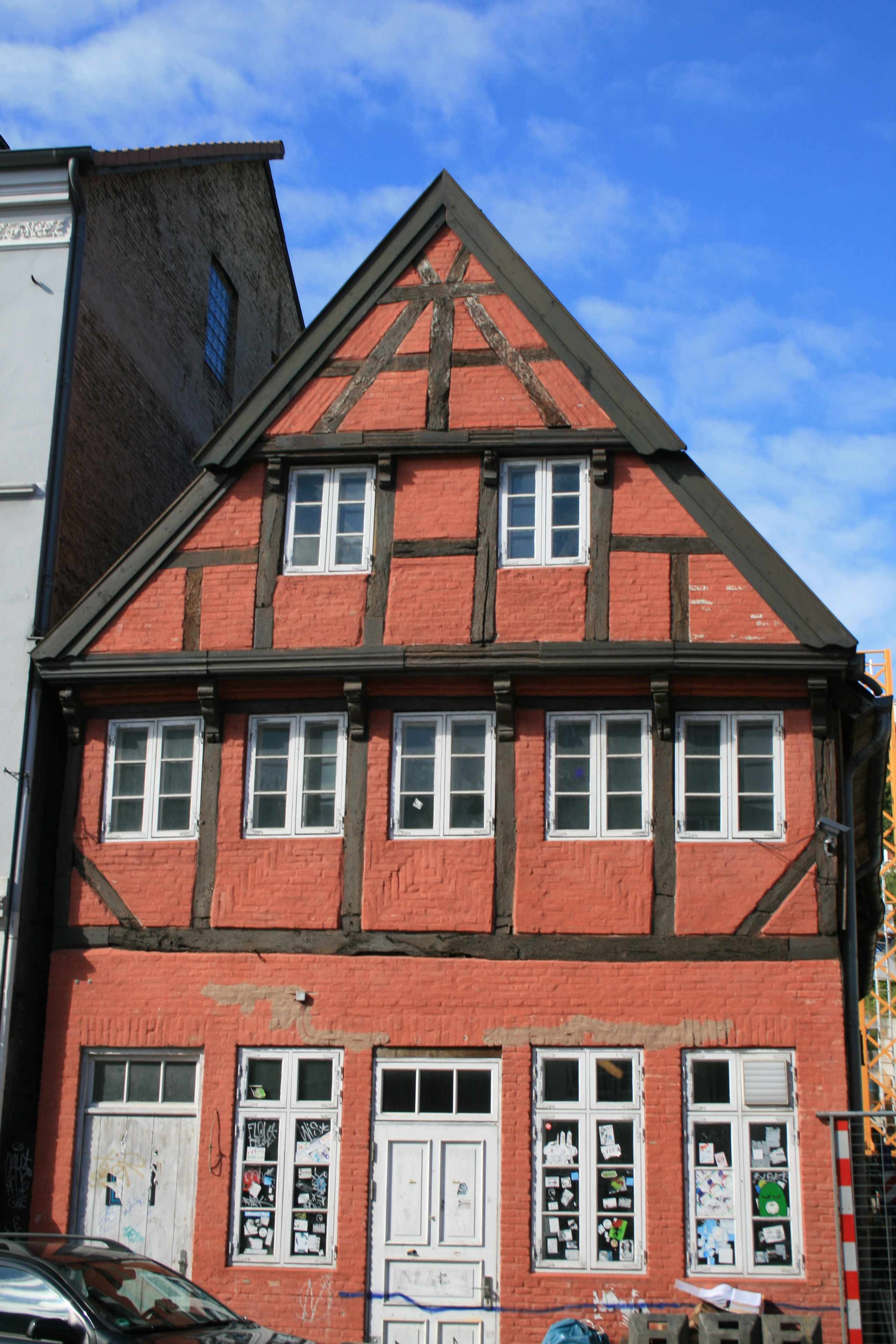
Haus Silberquell (2013)

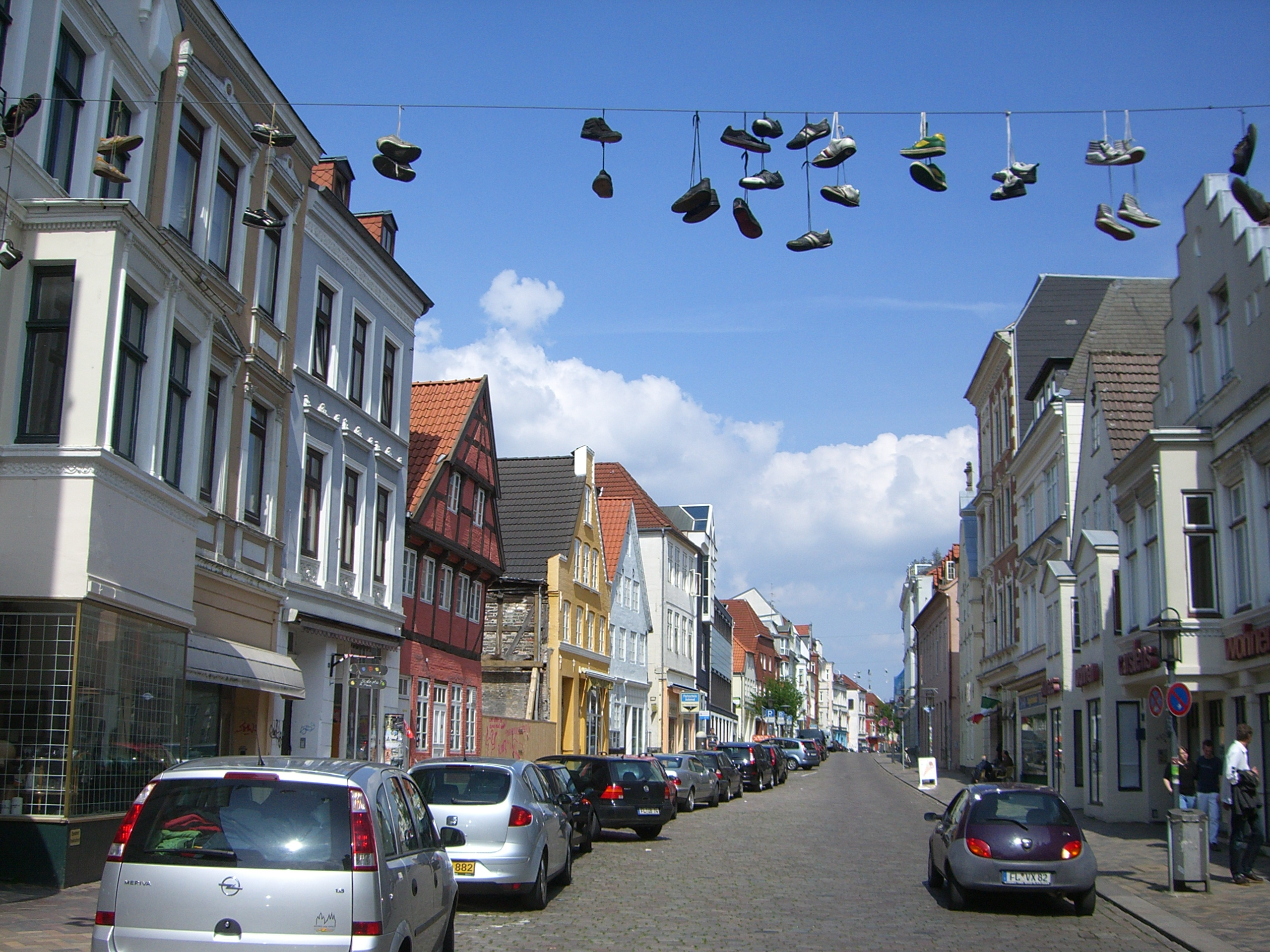
Norderstraße mit dem Haus auf der linken Seite (2008)

Silberquell ist der Name eines Hauses in Flensburg in der Norderstraße 43. Es gehört zu den Kulturdenkmalen der Stadt.

## Hintergrund
Das zweigeschossige Fachwerkgiebelhaus wurde im Jahr 1535 errichtet und gehört damit zu den ältesten Bürgerhäusern der Stadt. Der Rückflügel entstand im Kern um 1600. Das erst später aufgesetzte Fachwerkobergeschoss des Rückflügels entstand um 1709. Im Jahr 1921 wurden die beiden Traufgassen, links und rechts des Hauses, bebaut dem Gebäude hinzugefügt. Die Erdgeschossfassade wurde mit großen Schaufenstern versehen. Das Gebäude beherbergte nach dem Zweiten Weltkrieg das Gasthaus „Silberquell“.
Im Jahr 2000 wurde das Gebäude von seinem Besitzer restauriert. Die ursprüngliche Breite des Gebäudes, die Fachwerksgliederung im Obergeschoss, die ursprünglichen Fensteröffnungen wurden wieder hergestellt. Die Schaufenster wurden durch passende Holzsprossenfenster ersetzt. Die Gastwirtschaft schloss offenbar Anfang der 2000er Jahre. Um 2013/14 wurden das benachbarten, rechtsseitig gelegene Gebäude abgerissen und das besagte Grundstück neu bebaut (vgl. Roxy).
Das Gebäude wurde in neuerer Zeit aus geschichtlichen, künstlerischen und städtebaulichen Gründen unter Denkmalschutz gestellt. Das Obergeschoss und das Dachgeschoss des Hauses stehen jedoch offenbar seit mehreren Jahren leer. Das Haus Silberquell verfällt, so dass der Bestand des Kulturdenkmals als gefährdet gilt.